# 48410 Kolmogorov
48410 Kolmogorov eller 1985 QJ5 är en asteroid i huvudbältet som upptäcktes den 23 augusti 1985 av den rysk-sovjetiske astronomen Nikolaj Tjernych vid Krims astrofysiska observatorium på Krim. Den har fått sitt namn efter den ryske matematikern Andrej Kolmogorov.
Asteroiden har en diameter på ungefär elva kilometer.